# غابرييل كرامر
غابرييل كرامر (فرنسي: [kʁamɛʁ]؛ 31 يوليو 1704 - 4 يناير 1752) عالم رياضيات سويسري، ولد في جنيف. وكان ابن الطبيب جان كرامر وآن ماليت كرامر.
أظهر كرامر عبقريته في الرياضيات من سن مبكرة. في سن 18 حصل على الدكتوراه، وفي سن 20 كان الرئيس المشارك للرياضيات في جامعة جنيف.
في عام 1728 اقترح حلا لمفارقة سانت بطرسبرغ التي اقتربت جدا من مفهوم نظرية المرافق المتوقعة بعد عشر سنوات من قبل دانيال برنولي.
نشر عمله الأكثر شهرة في الأربعينيات من عمره. وشمل ذلك أطروحته على المنحنيات الجبرية (1750). أنه يحتوي على أقرب مظاهرة أن منحنى درجة ن-ث يتم تحديدها من قبل ن (ن + 3) / 2 نقطة على ذلك، في الموقف العام. (انظر نظرية كرامر (المنحنيات الجبرية). وقد أدى هذا إلى الفهم الخاطئ الذي هو مفارقة كرامر، فيما يتعلق بعدد تقاطعات اثنين من المنحنيات مقارنة بعدد النقاط التي تحدد منحنى.
قام بتحرير أعمال برنوليس الأكبر، وكتب عن السبب الفيزيائي للشكل الكروي للكواكب وحركة أبسيدس لها (1730)، وعلاج نيوتن للمنحنيات المكعبة (1746).
في عام 1750 نشر قاعدة كرامر، وإعطاء صيغة عامة للحل لأي غير معروف في نظام معادلة خطية وجود حل فريد من حيث المحددات التي ينطوي عليها النظام. هذه القاعدة لا تزال موحدة.
وقد قام بسفر واسع في جميع أنحاء أوروبا في أواخر 1730s، مما أثر بشكل كبير على أعماله في الرياضيات. توفي في 1752 في باغنولز-سور-سيز أثناء سفره في جنوب فرنسا لاستعادة صحته.